# Eusthenia venosa
Eusthenia venosa is een steenvlieg uit de familie Eustheniidae. De wetenschappelijke naam van de soort is voor het eerst geldig gepubliceerd in 1921 door Tillyard.